# Pagurotanais laevis
Pagurotanais laevis är en kräftdjursart som först beskrevs av Menzies 1940.  Pagurotanais laevis ingår i släktet Pagurotanais och familjen Pagurapseudidae. Inga underarter finns listade i Catalogue of Life.